# Orșova
Orșova is een stad (oraș) in het Roemeense district Mehedinți, in het historische gebied Banaat. De stad telt 12.967 inwoners (2002).

## Ligging
Orșova ligt  aan de Drum național 57 in het doorbraakdal van de Donau dat in de Duitse taal ook wel Kataraktenstrecke, stroomversnellingstraject, wordt genoemd. Het ligt stroomopwaarts van de  IJzeren Poort, aan de linker Donau-oever. Benedenstrooms van  Orșova mondt de rivier  Cerna  uit in de Donau. Deze monding heeft na de waterpeilverhoging ten gevolge van de aanleg van de stuwdam  ( zie hierna) het karakter gekregen van een baai. Aan de oostkant van die baai loopt een spoorlijn, en daar bevindt zich het treinstation van Orșova.

## Beschrijving
Reeds in de klassieke oudheid was de plek, waar de stad nu ligt,  door Romeinen bewoond, die  er een castellum genaamd Orsova bouwden. Daaromheen ontstond een nederzetting van niet-militairen die later de naam  Dierna kreeg.
In 1873 werd de stad, die toen in de Oostenrijks-Hongaarse Monarchie lag, ingedeeld in het Komitat  Krassó-Szörény of  Severin. In 1923 werd Orșova tot stad uitgeroepen en in 1968 ingevolge  de administratieve herindeling van Roemenië  bij district Mehedinți ingedeeld.
De stad bestaat uit drie delen: Zuid- en Noord- Orșova en Gebaure ( het middelste gedeelte). Orșova bezit een scheepswerf en een haventje. Bij de inrichting van de waterkrachtcentrale SIP in de Donau, in de IJzeren Poort,  werd de stad grotendeels opnieuw gebouwd, daar de oorspronkelijke stad, die door de inwoners Oud Orșova, in het Roemeens Vechea Orșova of Orșova Veche werd genoemd, onder water kwam te staan. Voordat de gevaarlijke stroomversnellingszone (in het kader van de bouw van de waterkrachtcentrale)  door de stijging van het waterniveau onschadelijk werd gemaakt, was de stad een belangrijk tussenstation voor de rivierscheepvaart.. In de  Donau bij Orșova lag een eilandje met de naam Ada Kaleh. Voor een beschrijving hiervan zie het artikel IJzeren Poort. Ook dit eiland is na de bouw van de waterkrachtcentrale onder water verdwenen.
Orșova is uitgangspunt voor boottochten naar de IJzeren Poort ( duur: 2 - 5 uur).

## Bevolking
In Orșova behoren traditioneel grote delen van de bevolking tot etnische minderheden.
Daartoe behoren :
- Duitsers
- zgn. Berglanddeutsche uit het gebied Banaat; dit zijn nazaten van immigranten uit Oostenrijk en Beieren, die gemeen hebben, dat ze het Bairische dialect van de Duitse taal spreken
- Hongaren
- Joden
- Serviërs en
- Tsjechen uit het gebied Banaat.

Rond 1910, in de tijd van de Oostenrijks-Hongaarse Monarchie,  waren  maar 23,5 %  van de inwoners etnische Roemenen.
Bij de Roemeense volkstelling van 2002 werden in Orșova 21.965 mensen geregistreerd, onder wie  21.237 Roemenen. Bij de volkstelling van 2011 bleek de bevolking ongeveer te zijn gehalveerd. Er waren toen  9074 Roemenen, en ca. 500 leden van andere etnische groepen, zie hierboven.

## Bezienswaardigheden
De stad bezit een bijzondere (moderne) kerk.
Bij hoge uitzondering kreeg de Rooms-Katholieke Kerk rond 1975 toestemming van het communistische regime van Roemenië, om een nieuw kerkgebouw te stichten. Zo verrees in Orșova  de kerk van Maria Onbevlekte Ontvangenis, in het Roemeens: Neprihănita Zămislire. De kerk werd op 26 november 1976 ingewijd. Merkwaardig is, dat in de kruiswegstaties in de 1e statie Lenin is afgebeeld, in de 12e statie de Roemeense turnkampioene Nadia Comăneci  en in de 14e en laatste statie de Beatle John Lennon. Het kerkgebouw staat onder Roemeense monumentenzorg. 